# Ait Ayach
Ait Ayach (àrab آيت عياش) és una comuna rural de la província de Midelt de la regió de Drâa-Tafilalet. Segons el cens de 2014 tenia una població total d'11.946 persones.